# IBF NB 87
IBF NB 87  var en innebandyförening i Karlstad i Sverige, bildad genom en sammanslagning av innebandysektionerna i Norrstands IF och Bengens IBF 1987. innan man 2001 gick samman med Sjöstads IF och bildade Karlstads IBF.
Herrlaget spelade final om svenska mästerskapet 1996, men förlorade mot Balrog IK.

### Fotnoter
1. ↑  ”Föreningsregister”. Värmlands Innebandyförbund. Arkiverad från originalet den 7 februari 2015. https://web.archive.org/web/20150207163548/http://info.vibf.nu/historik/frenlist.htm. Läst 15 oktober 2013.
2. ↑  ”SM-slutspel 1996”. Svenska Innebandyförbundet. 28 maj 1996. Arkiverad från originalet den 7 februari 2015. https://web.archive.org/web/20150207162514/http://issuu.com/innebandy.se/docs/hsm9596?e=4128515/2048195. Läst 15 oktober 2013.